# Fürstentum Peremyschl
Das Fürstentum Peremyschl war ein Teilfürstentum der Kiewer Rus von 1084 bis 1141 im heutigen südöstlichen Polen und der westlichen Ukraine. Mittelpunkt war die Burg Peremyschl (Przemyśl).

## Geschichte
1084 wurden die Fürstentümer Peremyschl, Swenigorod und Terebowlja aus dem Fürstentum Wolhynien herausgelöst.
1141 wurden sie wieder zu einem Fürstentum zusammengefasst, das 1144 seinen Mittelpunkt nach Halitsch verlegte.

## Fürsten
- Rjurik Rostislawitsch 1085–1092
- Wolodar Rostislawisch 1092–1124
- Rostislaw Wolodarowitsch 1124–1129
- Wladimirko Wolodarowitsch 1129–1152